# Jason Cummings
Jason Cummings, né le 1er août 1995 à Édimbourg, est un footballeur international écossais puis australien qui évolue au poste d'attaquant aux Mohun Bagan SG.

## Biographie

### En club
Il inscrit 19 buts en deuxième division écossaise lors de la saison 2014-2015, puis 18 buts dans ce même championnat lors de la saison 2015-2016. Le 10 janvier 2015, il réalise un triplé en championnat lors d'un match contre Falkirk.
Le 15 janvier 2018, il est prêté aux Rangers.
Le 13 juillet 2018, il est prêté à Peterborough United. Il commence bien la saison 2018-2019, avec un but contre Rochdale AFC le 11 août, et une double contre Luton Town la semaine suivante.
Le 31 janvier 2019, il est prêté à Luton.
Le 24 janvier 2022, il rejoint les Central Coast Mariners.

### En équipe nationale
Né à Édimbourg, Jason Cummings a fait toutes ses classes internationales jeunes avec son pays natal, l’Écosse. Il jouera d'ailleurs son premier match avec l'équipe première le 9 novembre 2017 lors d'une rencontre amicale contre les Pays-Bas soldée par une défaite 1-0. 
Non convoqué durant une longue période avec les écossais, Cummings décida de changer de nationalité sportive, étant donné qu'il n'aura pas participer à une compétition officielle avec son pays natal. Il optera donc pour l'Australie, pays de sa mère. 
Le 25 septembre 2022, il honora sa première sélection avec l'Australie lors d'une rencontre amicale contre la Nouvelle-Zélande soldée par une victoire 2-0. 
Le 8 novembre 2022, il est sélectionné par Graham Arnold pour participer à la Coupe du monde 2022.

## Palmarès

### En club
- Hibernian FC
  - Vainqueur de la Coupe d'Écosse en 2016
  - Champion de la D2 en 2016-2017

### Distinctions personnelles
- Membre de l'équipe-type de la Scottish Championship en 2016 et 2017
- Meilleur buteur de la Scottish Championship en 2016 et 2017 (19 buts)